# Liutauras Barila
Liutauras Barila, né le 10 février 1974 à Vilnius, est un biathlète lituanien.

## Carrière
Barila est sélectionné dans l'équipe nationale pour la Coupe du monde à partir de la saison 1992-1993. En 1998, après sa participation aux Jeux olympiques de Nagano, il établit sa meilleure performance à Pokljuka, où il est quatorzième du sprint.
Il dispute sa dernière compétition internationale aux Jeux olympiques d'hiver de 2002, où il ne fait mieux que 62e de l'individuel.

## Palmarès

### Jeux olympiques
| Épreuve / Édition                   | Individuel | Sprint | Poursuite                        | Relais |
| Jeux olympiques 1998 Nagano         | 43e        | 59e    | Épreuve inexistante à cette date |        |
| Jeux olympiques 1998 Salt Lake City | 62e        | 82e    | Épreuve inexistante à cette date |        |

### Coupe du monde
- Meilleur classement général : 61e en 1998.
- Meilleur résultat individuel : 14e.